# Em Beihold
Emily Mahin "Em" Beihold, född 21 januari 1999 i Los Angeles, är en amerikansk sångerska och låtskrivare. Hon släppte sin debut-EP Infrared 2017. 2020 uppmärksammades hon av musikfrämjande företaget Live2 LCC som sedan samarbetade med henne för att marknadsföra hennes musik. Efter att ha skrivit kontrakt med Republic Records och Moon Projects släppte hon sin debutsingel "Numb Little Bug " 2022, vilket ledde till att hon blev välkänd.  Den 22 juli 2022 släppte Beihold sin andra EP, Egg in the Backseat.

## Biografi
Emily Beiholds mamma immigrerade från Iran till USA under den iranska revolutionen i slutet av 70-talet. Vid sex års ålder fick Beihold syn på  ett piano i ett skyltfönster och bad sina föräldrar att låta henne lära sig piano. Hon började skriva låtar när hon var sju. Hennes första låt var en patriotisk låt, "America Home".
2017 gick Beihold på University of California, San Diego och tävlade i NCAAs fäktningsmästerskap och fick NCAA All-American Honours 2019.

## Karriär
I filmen I'm Not Here bjöd regissören Michelle Schumacher in Beihold till att skriva ett ljudspår till filmen. Hon skrev låten "Not Who We Were".
Hon släppte en rad singlar efter det och fick uppmärksamhet på den sociala medieplattformen TikTok för sin låt "City of Angels". Den 28onde maj 2021 släppte Beihold sin låt "Groundhog Day", som också blev populär via TikTok. Därefter skrev hon kontrakt med Republic Records, som hon släppte sin mest framgångsrika singel "Numb Little Bug" med. I maj 2022 släppte hon singeln "Too Precious". Den 22 juli 2022 släppte hon sin andra EP, Egg in the Backseat, som utforskade teman kring hennes psykiska problem och hennes relationer. Den 27 juli 2022 skrev hon kontrakt med Sony Music Publishing. 

## Musikaliska influenser
Beihold citerar Queen och Regina Spektor som hennes influenser och växte upp med att lyssna på Feist, Fiona Apple, Kate Nash, Sara Bareilles, och Lily Allen.